# József Grassy
József Grassy (* 31. Dezember 1894 in Nagyszőlős; † 5. November 1946 in Žabalj, Vojvodina) war ein ungarischer Offizier in der k.u.k. Armee und Feldmarschallleutnant in der Königlich-Ungarischen Armee. Zuletzt kommandierte er als SS-Gruppenführer und Generalleutnant der Waffen-SS die 25. Waffen-Grenadier-Division der SS „Hunyadi“ (ungarische Nr. 1).

## Leben
Von 1908 bis 1912 besuchte Grassy die Infanterieschule in Ödenburg. 1914 schloss er die Ausbildung an der königlichen Militärakademie Ludovika in Budapest als Oberleutnant ab. Grassy nahm in der k.u.k. Armee am Ersten Weltkrieg teil und erhielt neben dem Militärverdienstkreuz III. Klasse und der Militär-Verdienstmedaille in Silber und Bronze auch beide Klassen des Eisernen Kreuzes. Nach Kriegsende trat in die Königlich-Ungarische Armee ein, wo er den Rang eines Generalmajors erreichte. 1941 wurde er stellvertretender Kommandeur der Ungarischen Luftwaffe.
Während des Zweiten Weltkrieges war Grassy im Januar 1942 als General am Massaker von Novi Sad in der Batschka beteiligt.
Anfang 1944 begab sich Grassy nach Deutschland, um einer juristischen Verfolgung wegen seiner Taten in Novi Sad zu entgehen. Er trat zum 1. März 1944 der Waffen-SS als Brigadeführer bei und wurde der 9. SS-Panzer-Division „Hohenstaufen“ zugeteilt. Von November 1944 bis Kriegsende war er als SS-Gruppenführer Kommandeur der 25. Waffen-Grenadier-Division der SS „Hunyadi“ (ungarische Nr. 1). Gleichzeitig beauftragte man ihn am 25. März 1945 mit der Führung der 26. Waffen-Grenadier-Division der SS (ungarische Nr. 2).
Im Mai 1945 geriet Grassy in US-amerikanische Kriegsgefangenschaft und wurde dann im Januar 1946 an Jugoslawien ausgeliefert. Hier wurde er wegen Kriegsverbrechen zum Tode verurteilt und zusammen mit Ferenc Szombathelyi und László Deák am 5. November 1946 in Žabalj gehängt.